# Avflyttningsförbud
Avflyttningsförbud är ett tidigare svenskt juridiskt begrepp som innebar att en person under vissa omständigheter inte fick flytta från Sverige.
I en lag som stiftades 14 juni 1917 föreskrevs att den som enligt domares eller domstols beslut, eller genom ett bevittnat avtal, lovat att ge underhållsbidrag till barn eller adoptivbarn inte utan vidare fick flytta från Sverige. Undantag från denna lag kunde medges om han hos överexekutorn ställde pant eller betalade borgen som var tillräcklig för att försörja barnet till dess det fyllt 15 år. Överexekutorn skulle godkänna panten eller borgen. Om det fanns synnerliga skäl för att en flyttning inte skulle orsaka problem för barnet kunde överexekutorn på ansökan från den underhållsskyldige befria denne från ersättningskravet och han kunde i så fall flytta.
Om fattigvårdsstyrelsen eller den som hade rätt till underhåll ansökte om utflyttningsförbud för en viss person kunde detta beviljas av en utmätningsman. Förutsättningen var att det skulle finnas risk för att den underhållsskyldige annars kunde flytta från landet utan att ha fullgjort sin underhållsskyldighet. Förbudet skulle prövas av överexekutorn och meddelas landets polismyndigheter genom en notis i Polisunderrättelser. Försökte den underhållsskyldige ändå flytta skulle polisen stoppa honom.
Lagen syftade till att förbättra rättssäkerheten för barn födda utom äktenskapet och inkluderade i det även underhållsskyldighet för adoptivbarn och barn i det egna äktenskapet. Den ursprungliga lagen ändrades något 14 juni 1918. Den 11 juni 1920 höjdes åldersgränsen till 16 år.